# A vida o mort
A vida o mort (títol original: A Matter of Life and Death) és una pel·lícula britànica de 1946, dirigida per Michael Powell i Emeric Pressburger.

## Argument
Durant la Segona Guerra Mundial, mentre que el seu bombarder Lancaster cau al mar, el comandant Peter Carter envia un últim missatge a la torre de control. June, una jove americana de guàrdia aquella nit és l'última veu que sentirà abans de l'aterratge forçós. Carter s'enamora d'aquesta veu que contesta la seva crida de socors.
Heus aquí tanmateix que Peter Carter sorgeix de l'aigua totalment indemne. Intenta de seguida trobar June i seguir amb ella la seva vida. Però un enviat del més enllà li notifica que és entre la vida i la mort i que si vol sobreviure, haurà de defensar el seu cas davant d'un tribunal celestial. Simultàniament a aquesta situació sobrenatural, un equip de metges lluita al quiròfan per curar a Peter una lesió al cervell.

## Repartiment
- David Niven: Comandant Peter D. Carter
- Kim Hunter: June
- Marius Goring: Guia celeste número 71
- Roger Livesey: Doctor Frank Reeves
- Robert Coote: Bob Tropshaw
- Kathleen Byron: Un àngel Oficial
- Richard Attenborough: Un pilot britànic
- Bonar Colleano: Un pilot britànic
- Joan Maude: Cap de l'enregistrament
- Raymond Massey: Abraham Farlan
- Robert Atkins: El pastor
- Bob Roberts: Doctor Gaertler
- Edwin Max: Doctor McEwen
- Betty Potter: Mrs Tucker
- Abraham Sofaer: El jutge

## Al voltant de la pel·lícula
En un principi, A vida o mort  és una pel·lícula d'encàrrec. Passat l'armistici de 1945, els exèrcits britànics i americans ocupaven conjuntament el territori europeu i les baralles entre els soldats de les dues forces no eren rares. També l'exèrcit britànic havia manat als realitzadors una pel·lícula destinada a rehabilitar les relacions entre els dos països.